# Morton Horwitz
Morton J. Horwitz (* 1938) ist ein US-amerikanischer Jurist, Rechtshistoriker und Professor an der Harvard Law School.
Horwitz erwarb seinen Bachelor-Abschluss am City College of New York und seinen Master-Abschluss 1962 an der Harvard University, an der er 1964 promoviert wurde. 1967 erhielt er seinen Bachelor of Laws (L.L.B.) an der Harvard Law School. 1970 wurde er dort Associate Professor und 1980 Professor. 1981 wurde er Charles Warren Professor of American Law History. Seit 1993 ist er Mitglied der American Academy of Arts and Sciences.
Bekannt wurde er durch sein einflussreiches Buch The Transformation of American Law, das die Entwicklung des Rechts in den USA vor dem Amerikanischen Bürgerkrieg unter dem Aspekt von Klassengegensätzen analysierte und die Rolle des Einflusses kapitalistisch denkender Unternehmer auf die Entwicklung des Rechtssystems herausstellte. Diese beförderten eine Laissez-faire-Einstellung der möglichst geringen juristischen Regulierung der Entfaltung wirtschaftlicher Kräfte, die vornehmlich den ökonomischen Interessen dieser Klasse diente. Er trat damit, wie er im Vorwort schrieb, ausdrücklich in Gegensatz zu einer Consensus School amerikanischer Rechtshistoriker, die in den 1950er Jahren die Darstellung bestimmte. Das Buch erhielt den Bancroft-Preis.
Im Folgeband über die Zeit von 1870 bis 1960 stellte er dar, wie das sich in der zweiten Hälfte des 19. Jahrhunderts herausbildende klassische, von allgemeingültigen objektiven Prinzipien ausgehende System der Rechts-Interpretation zunehmend kritisiert wurde und stellte hierbei besonders Oliver Wendell Holmes, Jr., Roscoe Pound und Karl Llewellyn heraus im Rahmen der Entwicklung einer alternativen realistischen Rechts-Interpretation (Rechtsrealismus, Legal Realism). Ein Einschnitt war dabei die Kritik am Urteil Lochner vs. New York des Supreme Court von 1905, in dem der Oberste Gerichtshof ein Gesetz zur Beschränkung der Arbeitszeiten von Bäckern und somit zum Arbeitsschutz in New York aufhob, da es ihrer Ansicht nach der Freiheit der Berufsausübung entgegenstand, und die realistische Schule setzte sich bis zur Zeit des New Deal durch.
In einem weiteren Buch schildert er die in der Sicht von Horwitz im Sinn der Bürgerrechtsbewegung progressive Entwicklung der Rechtsprechung im Supreme Court in der Zeit ihres Vorsitzenden Earl Warren (1953 bis 1969).

## Schriften
- The Transformation of American Law, 1780-1860, Harvard University Press 1977
- The Transformation of American Law, 1870-1960: The Crisis of Legal Orthodoxy, Oxford Paperbacks 1992
- The Warren Court and the Pursuit of Justice, Hill and Wang 1998